# Insight (serie televisiva)
Insight è una serie televisiva statunitense trasmessa per la prima volta nel corso di 25 stagioni dal 1960 al 1985.
È una serie di tipo antologico in cui ogni episodio rappresenta una storia a sé. Gli episodi sono storie di genere drammatico a sfondo religioso e vengono presentati dal prete cattolico Ellwood E. "Bud" Kieser, ideatore della serie, fondatore della Paulist Productions e membro dei paolisti.

## Interpreti
La serie vede la partecipazione di numerosi attori cinematografici e televisivi, molti dei quali interpretarono diversi ruoli in più di un episodio.
Brian Keith (10 episodi), Efrem Zimbalist Jr. (10), Martin Sheen (9), Anthony Costello (7), Harold Gould (7), Allan Lurie (7), John Astin (7), Beverly Garland (7), Edward Asner (7), Patty Duke (6), Tim Matheson (6), Patricia Barry (6), Robert Lansing (6), Michael Burns (6), Steve Franken (6), Henry Proach (6), Frank Aletter (6), Lynn Carlin (6), James Farentino (5), Greg Mullavey (5), Ellen Geer (5), Vera Miles (5), Marion Ross (5), Edward Andrews (5), Beau Bridges (5), Guy Stockwell (5), Robert DoQui (5), Peggy Doyle (5), Gregory Sierra (5), Don Stroud (5), Joseph Campanella (4), John Marley (4), Henry Beckman (4), Ford Rainey (4), Andrew Prine (4), Walter Brooke (4), Lloyd Bochner (4), Davey Davison (4), Jack Albertson (4), Tim O'Connor (4), Arlene Golonka (4), Diana Muldaur (4), Janet MacLachlan (4), Joel Fluellen (4), Alan Oppenheimer (4), Bruce Davison (4), Bill Quinn (4), Christine Belford (4), Robert Hogan (4), Sam Chew Jr. (4), Jerry Houser (4), Christine Avila (4), Melinda Dillon (4), William Windom (3), Richard Beymer (3), Don Gordon (3), Jack Klugman (3), Paul Picerni (3), Jane Wyman (3), Geraldine Brooks (3), Brooke Bundy (3), Anne Seymour (3), Noah Keen (3), Edward Binns (3), Paul Carr (3), Jane Wyatt (3), Lou Antonio (3), Sharon Farrell (3), D'Urville Martin (3), Lynn Hamilton (3), Booker Bradshaw (3), Andrew Duggan (3), Carl Betz (3), Diane Shalet (3), Peter Mark Richman (3), Laurie Prange (3), Woodrow Parfrey (3), Amzie Strickland (3), Michael Shea (3), Gary Collins (3), James McEachin (3), Dick Van Patten (3), A Martinez (3), Robert Foxworth (3), Jim McMullan (3), Tom Nardini (3), Ed Begley Jr. (3), Nan Martin (3), Ramon Bieri (3), Lee Purcell (3), Jamie Smith-Jackson (3), Stephen Keep Mills (3), Emilio Estevez (3).

## Produzione
La serie fu prodotta dalla Paulist Productions e girata in gran parte nella CBS Television City a Los Angeles, California.

### Registi
Tra i registi sono accreditati:
- Richard C. Bennett in 27 episodi (1967-1982)
- Paul Stanley in 20 episodi (1964-1982)
- Hal Cooper in 14 episodi (1967-1980)
- Ralph Senensky in 14 episodi (1969-1982)
- Marc Daniels in 12 episodi (1966-1982)
- John Meredyth Lucas in 12 episodi (1967-1980)
- Michael Ray Rhodes in 8 episodi (1977-1984)
- Jay Sandrich in 7 episodi (1977-1983)
- Ted Post in 6 episodi (1964-1983)
- Jack Shea in 5 episodi (1968-1977)
- Robert Butler in 4 episodi (1966-1981)
- Buzz Kulik in 4 episodi (1966-1981)
- Seymour Robbie in 4 episodi (1967-1974)
- Jim Johnson in 3 episodi (1961-1967)
- Arthur Hiller in 3 episodi (1964-1974)
- John Newland in 3 episodi (1967-1971)
- James Sheldon in 3 episodi (1971-1976)
- J.D. Lobue in 3 episodi (1977-1982)
- Lamont Johnson in 2 episodi (1968-1971)
- Harvey Hart in 2 episodi (1968)
- Nicholas Webster in 2 episodi (1971-1974)
- Will Mackenzie in 2 episodi (1982-1983)

## Distribuzione
La serie fu trasmessa negli Stati Uniti dal 1960 al 1985 in syndication.